# Just-so story

Dans l'étude de l'évolution biologique, les just-so stories (histoires ad hoc ou histoires comme ça) sont des explications peu convaincantes de l'origine évolutionnaire d'un trait (comme un organe ou un comportement). 

## Origines
L'expression est réputée avoir été utilisée dans son sens actuel pour la première fois par Stephen Jay Gould dans un article de 1978 intitulé Sociobiology: The Art of Storytelling (littéralement : « Sociobiologie : l'art de raconter des histoires ») . Toutefois, on en trouve trace au début du XXe siècle dans un article de Robert Ranulph Marett critiquant une hypothèse de Freud formulée dans Totem et Tabou, et Freud lui-même reprendra l'expression critique dans un courrier puis dans Psychologie des masses et analyse du moi. 
L'expression est inspirée du livre pour enfants de Rudyard Kipling, Just So Stories (Histoires comme ça), contes étiologiques dans lesquels l'auteur raconte avec humour comment des animaux ont acquis leurs traits caractéristiques : le léopard ses taches, l'éléphant sa trompe, etc.

## Critique des théories adaptationnistes
Cette expression est souvent employée dans un sens critique, essentiellement contre les théories adaptationnistes qui essaient d'expliquer l'émergence de telle ou telle caractéristique d'un organisme par des spéculations sur la fonction de ce trait dans l'histoire de l'espèce, qu'il s'agisse de traits comportementaux décrits par la sociobiologie ou la psychologie évolutionniste,, ou de traits biologiques. Faute d'être alimentées par des éléments précis, ces spéculations peuvent en effet se révéler invérifiables, voire irréfutables, donc peu scientifiques.
Mais l'expression a aussi été utilisée lors de l'opposition créationnistes/évolutionniste, pour dénoncer le manque de base scientifique des modèles proposés par les premiers.

## Sociobiologie et psychologie évolutionniste
Tout comme le fut en son temps la sociobiologie, la psychologie évolutionniste est souvent critiquée pour sa tendance à expliquer les comportements humains modernes par de telles just-so stories. Toutefois, ses défenseurs[Qui ?] distinguent la psychologie évolutionniste scientifique de sa version populaire diffusée par les médias, qui serait seule véritablement concernée par cette critique.